# Harry Paul (Physiker)

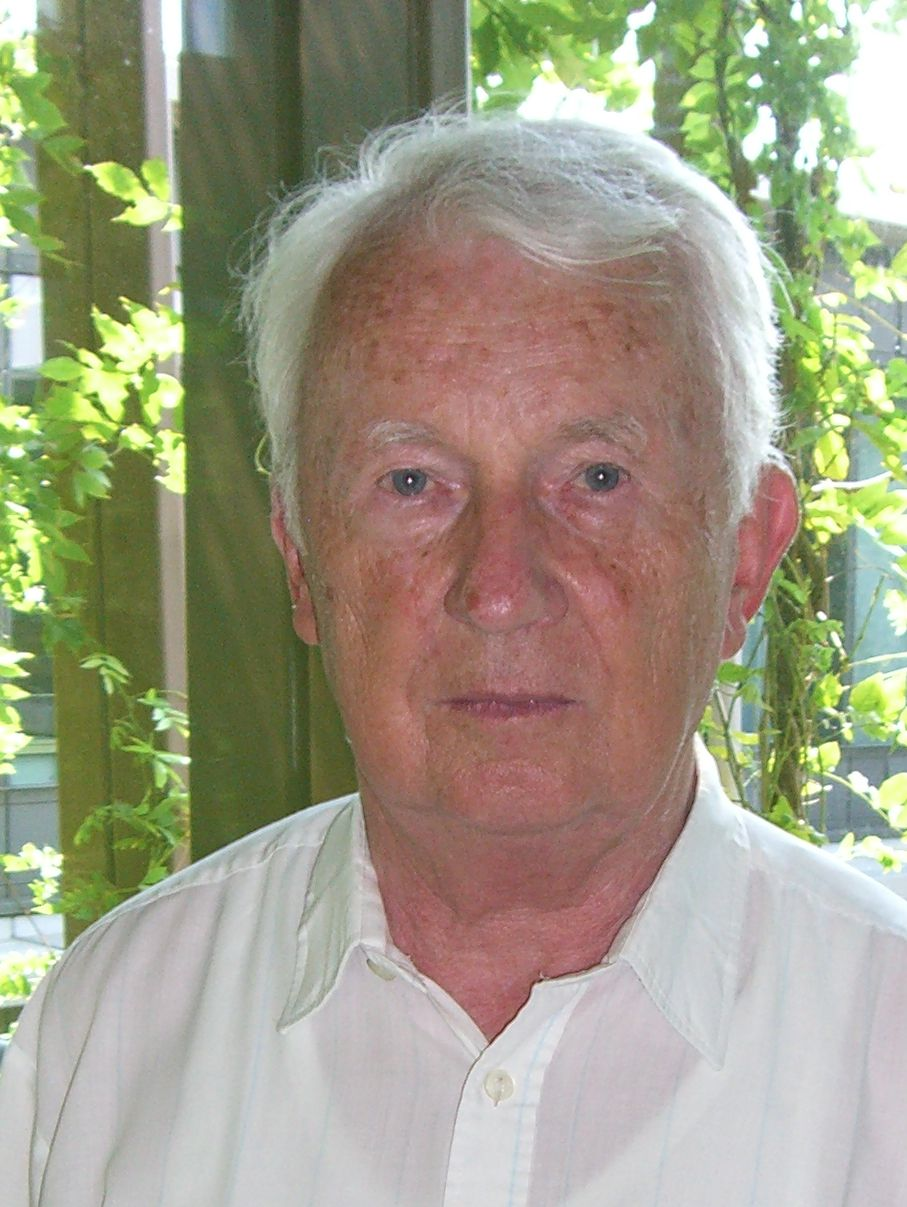
Harry Paul

Harry Paul (* 11. Februar 1931 in Tyssa, Tschechoslowakei) ist ein deutscher Physiker und emeritierter Hochschullehrer. Seine Arbeitsgebiete sind die Lasertheorie, Nichtlineare Optik und die Quantenoptik.

## Leben und Wirken
Im Sommer 1945 wurde Harry Paul mit seiner Familie nach Deutschland ausgesiedelt, ab 1949 studierte er Physik in Rostock und Jena. Nach Abschluss mit Diplom im Jahr 1955 arbeitete er als Assistent am Theoretisch-Physikalischen Institut der Universität Jena. Er promovierte 1958 und arbeitete anschließend als Mitarbeiter an der Akademie der Wissenschaften der DDR. 1964 wurde er habilitiert und 1978 zum Akademie-Professor berufen. Nach der deutschen Wiedervereinigung leitete er ab 1992 die Arbeitsgruppe Nichtklassische Strahlung der Max-Planck-Gesellschaft an der Humboldt-Universität zu Berlin, wo er 1993 zum Professor für theoretische Physik berufen wurde. Er blieb dort bis zu seiner Emeritierung.
1980 erhielt er zusammen mit Witlof Brunner den Nationalpreis der DDR III. Klasse für Wissenschaft und Technik.
1999 wurde Harry Paul als ordentliches Mitglied der Naturwissenschaftlichen Klasse in die Sudetendeutsche Akademie der Wissenschaften und Künste berufen.

## Schriften (Auswahl)
- Lasertheorie I und II. Akademie-Verlag, Berlin 1969, Lizenz-Nr. 202.100/423/69 und 202.100/527/69
- Nichtlineare Optik I und II. Akademie-Verlag, Berlin 1969 Lizenz-Nr. 202.100/438/73 und 202.100/439/73
- Photonen: Eine Einführung in die Quantenoptik. B. G. Teubner, Stuttgart 1995, ISBN 3-519-03222-8 (Introduction to Quantum Optics. Cambridge University Press, Cambridge 2004, ISBN 0-521-83563-1)
- Lexikon der Optik I und II. (Hrsg.) Spektrum Akademischer Verlag, Heidelberg 1999, ISBN 3-8274-0382-0 und ISBN 3-8274-0383-9
- Über Physiker und ihr Metier. Shaker, Aachen 2005, ISBN 3-8322-4549-9
- Introduction to Quantum Theory. Cambridge University Press, Cambridge 2008, ISBN 978-0-521-87693-3
- Ein paar Gedanken. Shaker Media, Aachen 2011, ISBN 978-3-86858-641-1

## Quelle
- Kurzvita in Photonen, Teubner Studienbuch, 1995,